# Allium
Allium (лукови) је род скривеносеменица из породице Alliaceae, који броји око 600 врста.
Према најновијој класификацији сви културни лукови сврстани су у 7 врста:
1. -  — црни лук
  -  — шалот
  -  — вишередни (вивипарни)
2. -  — бисер лук
  -  — рокамбол
  -  — празилук
3. — кинески лук
4. — зимски лук (аљма)
5. — бели лук
6. — лук влашац
7. — кинески влашац